# 王凌 (1965年)
王凌（1965年12月—），女，汉族，江苏邳州人，中国民主建国会会员。中华人民共和国政治人物、第十三届全国人民代表大会山东省代表。

## 生平
2018年，王凌被选为山东省出席第十三届全国人民代表大会代表。